# Културне организације у Србији
Списак организација у области културе у Србији даје преглед различитих врста организација које активно делују и доприносе развоју и промоцији културе у Републици Србији. Овај списак обухвата струковна удружења, фондације, задужбине, организације цивилног друштва и друге актере који нису нужно обухваћени списковима јавних установа културе попут музеја, позоришта или библиотека.

## Струковна (репрезентативна, уметничка и културна) удружења
Струковна удружења окупљају уметнике и стручњаке из различитих области културе ради заштите професионалних интереса, промоције стваралаштва и унапређења статуса одређене делатности.
- Удружење књижевника Србије (УКС) – основано 1905. године.[1]
- Српско књижевно друштво (СКД) – основано 2001. године.[2]
- Удружење ликовних уметника Србије (УЛУС) – основано 1919. године.[3]
- Удружење ликовних уметника примењених уметности и дизајнера Србије (УЛУПУДС) – основано 1953. године.[4]
- Савез удружења ликовних уметника Војводине (СУЛУВ) – основан 1946. године.[5]
- Удружење драмских уметника Србије (УДУС) – основано 1919. године.[6]
- Удружење композитора Србије – основано 1945. године.[7]
- Удружење музичких уметника Србије (УМУС) – основано 1946. године.[8]
- Удружење филмских уметника Србије (УФУС) – основано 1950. године.
- Удружење филмских глумаца Србије (УФГС) – основано 1968. године.
- Удружење архитеката Србије (УАС)
- Удружење оперских уметника Србије (УОПУС)- основано 2024. године.
- Библиотекарско друштво Србије – основано 1947. године.[9]
- Музејско друштво Србије – основано 1947. године.[10]
- Друштво конзерватора Србије – основано 1958. године.[11]
- Удружење новинара Србије (УНС) – основано 1881. године.
- Независно удружење новинара Србије (НУНС) – основано 1994. године.

## Фондацијеизадужбинеу култури
Фондације и задужбине играју важну улогу у подршци културним пројектима, уметницима, очувању наслеђа и промоцији културних вредности.
- Задужбина Иве Андрића (Београд) – стара се о делу нобеловца Иве Андрића и додељује Андрићеву награду.
- Задужбина Милоша Црњанског (Београд) – негује успомену и проучава дело Милоша Црњанског.
- Задужбина Десанке Максимовић (Београд/Ваљево) – додељује награду "Десанка Максимовић" за песничко стваралаштво.
- Фондација „Нови Сад – Европска престоница културе“ – основана ради реализације пројекта Нови Сад - Европска престоница културе.
- Бројне друге приватне и јавне фондације и задужбине које подржавају културне активности.

## Организације цивилног друштвау култури (избор)
Независна културна сцена у Србији је веома активна и обухвата велики број организација које се баве савременим стваралаштвом, критичким промишљањем, едукацијом и промоцијом алтернативних културних пракси.
- Асоцијација Независна културна сцена Србије (НКСС) – Мрежа организација, иницијатива и појединаца са независне културне сцене.[12]
- Дах театар (Београд) – Истраживачки центар за позоришну уметност.[13]
- Културни елемент (Београд) – Организација за промоцију уметности, младих уметника и културног наслеђа.[14]
- Центар за културну деконтаминацију (ЦЗКД) (Београд) – Простоor за критичко мишљење и савремену уметност.[15]
- Ремонт (Београд) – Независна уметничка асоцијација.
- Биро за културу и комуникацију (Београд).
- Станица - сервис за савремени плес.
- Група 484 (кроз пројекте који се тичу културе миграната и интеркултуралности).

## Организације за промоцију и размену културе
- Завод за проучавање културног развитка (Запрокул) – Установа која се бави истраживањем, документацијом и анализом у области културе и културне политике.[16]
- Културни центри страних земаља у Србији: Као што су Француски институт, Гете институт, Институт Сервантес, Руски дом, British Council и други, који промовишу културу својих земаља и подстичу културну размену.
- Културно-информативни центри Србије у иностранству (нпр. у Паризу, Бечу).

## Остале врсте организација
- Организациони одбори већих фестивала и манифестација (многи фестивали су регистровани као посебна правна лица или удружења).
- Уметнички колективи и неформалне групе.
- Организације које се баве заштитом специфичних врста наслеђа (нпр. Југословенска кинотека за филмску грађу, која је и архив и музеј).